# Jaywick
Koordinaten: 51° 47′ N, 1° 7′ O
Jaywick ist ein Dorf in der Nähe von Clacton-on-Sea in der Grafschaft Essex. Das Dorf liegt an der Nordseeküste. Der Ort sollte ursprünglich als Badeort dienen.

## Geschichte
1730 wurde die Stadt von einer Sturmflut völlig überschwemmt. Im Jahr 1928 wurde Jaywick an das britische Energienetz angeschlossen. Die St. Christophers Kirche wurde 1933 eröffnet. 1934 wurde der Morocco Club erbaut. In den 1940ern wurde aus der Tanzhalle ein Familienclub gemacht. Durch die Sturmflut von 1953 wurde der Ort abermals überschwemmt. Hierbei starben 35 Menschen. Der Morocco Club diente nach dieser Katastrophe als Unterkunft für Leute, deren Wohnsitz zerstört wurde. 1981 hatte das Dorf 3423 Einwohner.
Eines der Wahrzeichen von Jaywick ist die Mini-Railway (deutsch: Miniatureisenbahn). Sie wurde am 31. Juli 1936 eröffnet. Die Strecke war über 1 Meile lang.
Jaywick gilt als die ärmste Stadt Großbritanniens.